# كهنة غوراب (مقاطعة فومن)
كهنة غوراب (بالفارسية: کهنه گوراب) هي قرية تقع في غيلان في إيران. يقدر عدد سكانها بـ 510 نسمة بحسب إحصاء 2016.